# Wahlen 1904
◄◄ | ◄ | 1900 | 1901 | 1902 | 1903 | Wahlen 1904 | 1905 | 1906 | 1907 | 1908 | ► | ►►

Weitere Ereignisse

## Deutschland
- Landtagswahl in Lippe 1904

## Italien
- Parlamentswahl (Giovanni Giolitti bleibt Ministerpräsident)

## USA

### Wahl zum Repräsentantenhaus
Am 1. November 1904 wurden in den Vereinigten Staaten die Abgeordneten des Repräsentantenhauses gewählt. In drei Staaten fanden die Wahlen bereits zwischen Juni und September statt. Die Wahl war Teil der allgemeinen Wahlen zum 59. Kongress der Vereinigten Staaten in jenem Jahr, bei denen auch ein Drittel der US-Senatoren gewählt wurden. Gleichzeitig fand auch die Präsidentschaftswahl des Jahres 1904 statt, die der Republikanische Amtsinhaber Theodore Roosevelt gewann.

### Präsidentschaftswahl
Die Präsidentschaftswahl in den Vereinigten Staaten 1904 wurde am 8. November 1904 abgehalten. Der Republikaner und amtierende Präsident Theodore Roosevelt konnte den Demokraten Alton B. Parker deutlich schlagen. Roosevelt war der erste Präsident, der zuvor aus dem Posten des Vizepräsidenten ohne Wahl ins Amt nachrückte und bei der folgenden Wahl bestätigt wurde. Dies sollte sich folgend dreimal wiederholen: 1924, 1948 und 1964.

## Kanada
Die 10. kanadische Unterhauswahl (engl. 10th Canadian General Election, frz. 10e élection fédérale canadienne) fand am 3. November 1904 statt. Gewählt wurden 214 Abgeordnete des kanadischen Unterhauses (engl. House of Commons, frz. Chambre des Communes). Es waren nur in geringem Ausmaß Veränderungen im Wahlverhalten zu verzeichnen.